# Менгден, Иоганн фон
Иоганн фон Менгден (нем. Johann von Mengden; около 1400 — 15 августа 1469) — ландмейстер Тевтонского ордена в Ливонии (1450—1469).

## Биография
В 1439 году Иоганн фон Менгден был назначен фогтом замка Каркус. В 1442—1450 годах занимал должность комтура (командора) Таллина (Ревеля). В августе 1450 года после смерти ливонского магистра Генриха Финке фон Оверберга ревельский командор Иоганн фон Менгден был избран новым ландмейстером Тевтонского Ордена в Ливонии (1450—1469).
С начала своего правления новый ливонский магистр Иоганн фон Менгден вел борьбу с рижским архиепископом Сильвестром Стодевешером (1448—1479) за контроль над богатым городом Ригой. В августе 1452 года ливонский магистр созвал орденский ландтаг в Кирхгольме, где предъявил ультиматум рижским депутатам. 30 ноября 1452 года был подписан так называемый Кирхгольмский договор. По его условиям Рига признавала над собой верховную власть ливонского магистра и рижского архиепископа.
В январе 1453 года папа римский своей буллой утвердил Кирхгольмский договор. Рижане, недовольные своим положением, вскоре вступили в переговоры с магистром Иоганном фон Менгденом против архиепископа Сильвестра Стодевешерома. В марте 1454 года ливонский магистр прибыл в Ригу и потребовал от рижского архиепископа отказаться от власти над городом. Рижский архиепископ Сильвестр соглашался отменить кирхгольский договор, но взамен потребовал, чтобы горожане принесли ему одному ленную присягу на верность. Кроме того, архиепископ обязался отдать городу треть земель в Курляндии, Семигалии и на острове Эзель, а также уничтожить в Риге орденский замок. 21 апреля 1454 года ливонский магистр и рижский архиепископ уничтожили Кирхгольский договор. Теперь магистр и архиепископ стали добиваться верховной власти над Ригой. Горожане потребовали от магистра уничтожить орденский замок в городе, но Иоганн фон Менгден отказася и уехал из Риги. Вскоре между жителями и рыцарями начались уличные бои. Вскоре рижский архиепископ выехал в Венден, где провел переговоры с магистром о заключении временного перемирия. В сентябре 1454 года на ландтаге в Вольмаре рижский архиепископ Сильвестр и ливонский магистр Иоганн фон Менгден заключили тайное соглашение, по условиям которого рижский замок должен был перейти под власть ордена, а кирхгольский договор должен быть восстановлен. Тогда рижане перестали поддерживать архиепископа и вступили в переговоры с магистром.
В ноябре 1454 года ливонский магистр Иоганн фон Менгден подписал грамоту, в которой утверждал за Ригой его владения, за исключением орденского замка в самом городе. В феврале 1457 года на новом орденском ландтаге в Вольмаре был заключен десятилетний мир.
В правление магистра Иоганна фон Менгдена продолжались враждебные отношения Ливонского Ордена с Псковской и Новгородской республиками. В 1458 году вспыхнула пограничная война на псковско-ливонской границе. Псковский наместник князь Александр Васильевич Чарторыйский с дружиной занял спорный участок границы в урочище Озолица, где построил православную церковь и перебил много эстонцев.
В следующем 1459 году немцы и эстонцы напали на спорное место, сожгли церковь и убили 9 человек. В ответ псковский наместник князь Александр Чарторыйский с дружиной на ладьях совершил набег на пограничные орденские владения, где перебил и пленил многих жителей. Ливонцы совершили ответный поход за р. Нарову и разорили Березовскую волость. Орден обратился к Новгороду с жалобами на Псков. Новгородцы и псковичи прислали своих послов на переговоры на спорный участок границы. Но ливонские крестоносцы не явились в назначенное время на переговоры. Вскоре князь Александр Чарторыйский с псковским войском совершил крупный поход на орденские владения. Псковичи разорили ливонские владения на 70 верст, захватив большое количество пленников.
В 1460 году ливонцы отправили посольство в Псков, где при содействии великого князя московского Василия II Васильевича Темного между Орденом и Псковом было заключено перемирие на 5 лет. Однако вскоре это перемирие было нарушено. В 1463 г. ливонцы подошли к Новому Городку и стали обстреливать его из пушек. Псковичи собрали ополчение и заставили крестоносцев прекратить осаду и отступить, затем совершили рейды на пограничные ливонские владения. Великий князь московский Иван III Васильевич отправил на помощь Пскову большое войско под командованием князя Федора Юрьевича Шуйского. Московский воеводы соединился с псковичами и вторгся в ливонские владения, где осадил орденский замок Нейгаузен, но не смог взять его штурмом. Ливонский магистр Иоганн фон Менгден прислал в Псков на переговоры своё посольство. Было заключено 9-летнее перемирие между Орденом и Псковом. Дерптский епископ обязался выплачивать великим князьям московским «старинную юрьевскую дань». В 1469 году ливонцы нарушили срок перемирия и совершили набег на приграничные псковские земли, где убили 26 человек.